# Козаченко Володимир Юхимович
Володимир Юхимович Козаченко (нар. 1926, місто Катеринослав, тепер Дніпро — 6 липня 1975, смт. Широке, Дніпропетровської області) — український радянський діяч, 1-й секретар Широківського районного комітету КПУ Дніпропетровської області. Член Ревізійної комісії КПУ в 1971—1975 р.

## Біографія
Народився в родині робітника-залізничника. Трудову діяльність розпочав у 1943 році електромонтером на Південно-Уральській залізниці.
У 1945—1950 роках — у Радянській армії.
У 1950—1956 роках — на підприємствах залізничного транспорту, секретар вузлового комітету ЛКСМУ станції Верхівцеве Дніпропетровської області.
Член КПРС з 1953 року.
У 1956—1960 роках — секретар партійної організації залізничної станції, секретар вузлового комітету КПУ Дніпропетровської області.
З 1960 року — 2-й секретар Криничанського районного комітету КПУ, 1-й секретар Криничанського районного комітету КПУ.
У січні 1965 — липні 1975 року — 1-й секретар Широківського районного комітету КПУ Дніпропетровської області.

## Нагороди
- орден Жовтневої Революції
- два ордени Трудового Червоного Прапора
- медалі